# Williams FW32
A Williams FW32 egy Formula–1-es versenyautó, melyet a WilliamsF1 csapat indított a 2010-es Formula–1 világbajnokság során. A csapat versenyzői az előző évi bajnokcsapattól, a Brawn GP-től érkezett Rubens Barrichello, és a 2009-es GP2-bajnok Nico Hülkenberg voltak.
Az egyik autó jelenleg a miskolci Avalon Parkban van kiállítva.

## A szezon
Az új autóval 2010. január 28-án teszteltek először Silverstone-ban, majd február 1-jén mutatták be Valenciában. A Williams új motorpartnere ebben az évben a sportágból kiszálló Toyota helyett a visszatérő Cosworth volt. Emiatt motorerő tekintetében visszaesés volt tapasztalható, mert közel sem volt olyan erős, mint a rivális Renault vagy Ferrari. A megbízhatósággal nem voltak problémák, kevésszer estek ki a versenyből, és akkor is túlnyomórészt versenybaleset miatt. Egyedül Valenciában történt meg az, hogy Hülkenberg a kipufogó hibája miatt ki kellett, hogy álljon.
Pontokat különösen a szezon elején csak ritkán gyűjtöttek, az évad második felében aztán ott voltak a rendszeres pontszerzők között. Legjobb eredményük Barrichello Európai Nagydíjon elért negyedik helyezése volt, illetve Hülkenberg Brazil Nagydíjon szerzett pole pozíciója.

## Fordítás
- Ez a szócikk részben vagy egészben  a   Wiliams FW32 című angol Wikipédia-szócikk ezen változatának fordításán alapul.  Az eredeti cikk szerkesztőit annak laptörténete sorolja fel. Ez a jelzés csupán a megfogalmazás eredetét és a szerzői jogokat jelzi, nem szolgál a cikkben szereplő információk forrásmegjelöléseként.